# FIBA Euroleague 1998/99
Die Saison 1998/99 war die 42. Spielzeit der FIBA Euroleague, die von der FIBA Europa veranstaltet und bis 1991 als FIBA Europapokal der Landesmeister sowie von 1991 bis 1996 als FIBA European Championship bezeichnet wurde.
Den Titel gewann zum ersten Mal Žalgiris Kaunas aus Litauen.

## Format

### Teilnehmer
Es nahmen 24 Mannschaften am Wettbewerb teil, darunter der Titelverteidiger aus dem Vorjahr und die Meister der zwölf besten nationalen Ligen. Die acht besten nationalen Ligen in Europa durften zudem bis zu zwei weitere Mannschaften teilnehmen lassen. Die Anzahl an Vereinen pro Nationen in der Übersicht:
- 3 Teilnehmer:  Griechenland,  Italien,  Russland,  Spanien,  Türkei
- 2 Teilnehmer:  Frankreich,  Kroatien
- 1 Teilnehmer:  Deutschland,  Israel,  BR Jugoslawien,  Litauen,  Slowenien

### Modus
- Erste Gruppenphase:
  - Es wurden vier Gruppen mit je sechs Mannschaften gebildet. Das Format war ein Rundenturnier, jeder spielte zweimal gegen jeden, sodass ein jedes Team 10 Spiele absolvierte. Nach dieser Gruppenphase war noch keine Mannschaft ausgeschieden, stattdessen wurden alle Mannschaften in die zweite Gruppenphase mit anderen Gruppenzusammensetzungen transferiert, wobei die bisher erspielten Resultate „mitgenommen“ wurden.
- Zweite Gruppenphase:
  - Es wurden erneut vier Gruppen mit je sechs Mannschaften gebildet. Die drei Besten einer Gruppe trafen dabei auf die drei Schlechtesten einer anderen Gruppe. Spiele gab es von nun an nur noch zwischen „neuen“ Gegner, Mannschaften die sich bereits in der ersten Gruppenphase duellierten trafen also nicht nochmal aufeinander. Die vier Gruppenbesten einer jeden Gruppe erreichten das Achtelfinale.
- Achtelfinale, Viertelfinale und Final Four:
  - Das Achtel- und Viertelfinale wurde im „Best-of-Three“ ausgetragen. Im Achtelfinale trafen dabei die Gruppenersten auf die Gruppenvierten und die Gruppenzweiten auf die Gruppendritten aus jeweils anderen Gruppen. Das erste Spiel fand in der Halle des jeweils besser Platzierten statt, dass zweite in der Halle des Schlechterplatzierten und das falls nötig dritte Spiel wieder in der Halle des Besserplatzierten. Die vier Sieger des Viertelfinals erreichten das Final Four, aus welchem der Sieger des Wettbewerbs hervorging.

## Gruppenphase

### 1. Gruppenphase
| - 1. Spieltag: 24. September 1998 - 2. Spieltag: 1. Oktober 1998 - 3. Spieltag: 8. Oktober 1998 - 4. Spieltag: 15. Oktober 1998 - 5. Spieltag: 22. Oktober 1998 | - 6. Spieltag: 5. November 1998 - 7. Spieltag: 12. November 1998 - 8. Spieltag: 19. November 1998 - 9. Spieltag: 10. Dezember 1998 - 10. Spieltag: 17. Dezember 1998 |

#### Gruppe A
| Team                   | Sp | S | N | P+  | P-  |
| ---------------------- | -- | - | - | --- | --- |
| 1. Žalgiris Kaunas     | 10 | 8 | 2 | 801 | 753 |
| 2. Fenerbahçe Istanbul | 10 | 6 | 4 | 777 | 756 |
| 3. EB Pau-Orthez       | 10 | 5 | 5 | 751 | 731 |
| 4. Tau Cerámica        | 10 | 5 | 5 | 778 | 777 |
| 5. Varese Roosters     | 10 | 4 | 6 | 802 | 811 |
| 6. Awtodor Saratow     | 10 | 2 | 8 | 732 | 813 |

|          | Kaunas | Istanbul | Orthez      | Tau   | Varese | Saratow     |
| -------- | ------ | -------- | ----------- | ----- | ------ | ----------- |
| Kaunas   | *      | 64:59    | 70:67       | 80:76 | 97:81  | 77:62       |
| Istanbul | 99:84  | *        | 78:71       | 96:75 | 94:75  | 80:76 n. V. |
| Orthez   | 56:66  | 73:48    | *           | 81:71 | 82:67  | 74:71       |
| Tau      | 91:97  | 63:57    | 88:84 n. V. | *     | 75:72  | 80:60       |
| Varese   | 75:84  | 92:78    | 89:77       | 86:78 | *      | 95:73       |
| Saratow  | 87:82  | 83:88    | 83:86 n. V. | 64:81 | 73:70  | *           |

#### Gruppe B
| Team                      | Sp | S  | N | P+  | P-  |
| ------------------------- | -- | -- | - | --- | --- |
| 1. Panathinaikos Athen    | 10 | 10 | 0 | 750 | 628 |
| 2. Efes Pilsen            | 10 | 7  | 3 | 710 | 702 |
| 3. Maccabi Elite Tel Aviv | 10 | 4  | 6 | 690 | 688 |
| 4. KK Cibona Zagreb       | 10 | 4  | 6 | 678 | 712 |
| 5. TDK Manresa            | 10 | 3  | 7 | 646 | 713 |
| 6. KK Roter Stern Belgrad | 10 | 2  | 8 | 695 | 726 |

|          | Athen | Efes  | Tel Aviv | Zagreb | Manresa | Belgrad     |
| -------- | ----- | ----- | -------- | ------ | ------- | ----------- |
| Athen    | *     | 77:63 | 67:58    | 83:70  | 74:58   | 77:71       |
| Efes     | 53:80 | *     | 81:74    | 80:57  | 82:74   | 73:60       |
| Tel Aviv | 62:84 | 66:68 | *        | 76:57  | 81:55   | 78:59       |
| Zagreb   | 61:69 | 76:70 | 78:60    | *      | 54:61   | 77:80 n. V. |
| Manresa  | 58:63 | 67:68 | 72:65    | 67:79  | *       | 74:59       |
| Belgrad  | 74:76 | 71:72 | 67:70    | 66:69  | 88:60   | *           |

#### Gruppe C
| Team                 | Sp | S | N | P+  | P-  |
| -------------------- | -- | - | - | --- | --- |
| 1. Olympiakos Piräus | 10 | 8 | 2 | 746 | 677 |
| 2. Kinder Bologna    | 10 | 7 | 3 | 676 | 587 |
| 3. ZSKA Moskau       | 10 | 5 | 5 | 752 | 739 |
| 4. Ülkerspor         | 10 | 4 | 6 | 675 | 726 |
| 5. KK Zadar          | 10 | 3 | 7 | 660 | 717 |
| 6. Alba Berlin       | 10 | 3 | 7 | 725 | 788 |

|           | Piräus | Bologna | Moskau | Ülkerspor | Zadar | Berlin |
| --------- | ------ | ------- | ------ | --------- | ----- | ------ |
| Piräus    | *      | 55:50   | 74:76  | 58:72     | 71:55 | 94:65  |
| Bologna   | 67:72  | *       | 86:65  | 66:49     | 62:53 | 78:52  |
| Moskau    | 75:81  | 62:70   | *      | 82:76     | 66:68 | 86:75  |
| Ülkerspor | 79:89  | 49:60   | 64:91  | *         | 62:55 | 76:65  |
| Zadar     | 55:67  | 55:65   | 82:79  | 73:85     | *     | 79:82  |
| Berlin    | 83:85  | 75:72   | 63:70  | 87:63     | 78:85 | *      |

#### Gruppe D
| Team                  | Sp | S | N | P+  | P-  |
| --------------------- | -- | - | - | --- | --- |
| 1. KK Union Olimpija  | 10 | 7 | 3 | 702 | 649 |
| 2. ASVEL Lyon         | 10 | 7 | 3 | 729 | 700 |
| 3. Real Madrid        | 10 | 6 | 4 | 795 | 742 |
| 4. Teamsystem Bologna | 10 | 5 | 5 | 676 | 639 |
| 5. PAOK Thessaloniki  | 10 | 4 | 6 | 722 | 738 |
| 6. BK Samara          | 10 | 1 | 9 | 685 | 841 |

|         | Union | Lyon  | Madrid | Bologna     | PAOK  | Samara |
| ------- | ----- | ----- | ------ | ----------- | ----- | ------ |
| Union   | *     | 64:54 | 76:84  | 57:45       | 84:68 | 84:55  |
| Lyon    | 77:68 | *     | 77:73  | 71:66 n. V. | 80:66 | 92:69  |
| Madrid  | 67:68 | 71:70 | *      | 65:69       | 77:69 | 101:72 |
| Bologna | 63:66 | 84:61 | 66:73  | *           | 76:61 | 77:58  |
| PAOK    | 76:68 | 65:69 | 87:75  | 68:59       | *     | 85:66  |
| Samara  | 60:67 | 74:78 | 88:109 | 59:71       | 84:77 | *      |

### 2. Gruppenphase
| - 1. Spieltag: 7. Januar 1999 - 2. Spieltag: 14. Januar 1999 - 3. Spieltag: 21. Januar 1999 | - 4. Spieltag: 4. Februar 1999 - 5. Spieltag: 11. Februar 1999 - 6. Spieltag: 18. Februar 1999 |

#### Gruppe E
| Team                      | Sp | S  | N  | P+   | P-   |
| ------------------------- | -- | -- | -- | ---- | ---- |
| 1. Žalgiris Kaunas        | 16 | 12 | 4  | 1259 | 1184 |
| 2. Fenerbahçe Istanbul    | 16 | 9  | 7  | 1209 | 1188 |
| 3. KK Cibona Zagreb       | 16 | 8  | 8  | 1114 | 1137 |
| 4. EB Pau-Orthez          | 16 | 8  | 8  | 1173 | 1132 |
| 5. TDK Manresa            | 16 | 5  | 11 | 1047 | 1141 |
| 6. KK Roter Stern Belgrad | 16 | 4  | 12 | 1122 | 1185 |

|          | Kaunas | Istanbul | Zagreb      | Orthez | Manresa | Belgrad |
| -------- | ------ | -------- | ----------- | ------ | ------- | ------- |
| Kaunas   | *      | —        | 64:74       | —      | 75:66   | 91:65   |
| Istanbul | —      | *        | 66:61       | —      | 76:66   | 78:61   |
| Zagreb   | 71:79  | 85:4     | *           | 66:56  | —       | —       |
| Orthez   | —      | —        | 76:79 n. V. | *      | 66:69   | 70:61   |
| Manresa  | 78:80  | 71:62    | —           | 51:69  | *       | —       |
| Belgrad  | 77:69  | 88:66    | —           | 75:85  | —       | *       |

#### Gruppe F
| Team                      | Sp | S  | N  | P+   | P-   |
| ------------------------- | -- | -- | -- | ---- | ---- |
| 1. Panathinaikos Athen    | 16 | 15 | 1  | 1211 | 1048 |
| 2. Efes Pilsen            | 16 | 11 | 5  | 1166 | 1148 |
| 3. Maccabi Elite Tel Aviv | 16 | 7  | 9  | 1225 | 1161 |
| 4. Varese Roosters        | 16 | 7  | 9  | 1253 | 1277 |
| 5. Tau Cerámica           | 16 | 7  | 9  | 1208 | 1252 |
| 6. Awtodor Saratow        | 16 | 3  | 13 | 1190 | 1324 |

|          | Athen | Efes  | Tel Aviv     | Varese | Tau    | Saratow |
| -------- | ----- | ----- | ------------ | ------ | ------ | ------- |
| Athen    | *     | —     | —            | 82:71  | 86:63  | 86:76   |
| Efes     | —     | *     | —            | 83:72  | 71:67  | 107:91  |
| Tel Aviv | —     | —     | *            | 94:78  | 104:64 | 92:69   |
| Varese   | 63:54 | 67:57 | 100:96 n. V. | *      | —      | —       |
| Tau      | 74:77 | 83:61 | 79:76        | —      | *      | —       |
| Saratow  | 73:76 | 66:77 | 83:73        | —      | —      | *       |

#### Gruppe G
| Team                  | Sp | S  | N  | P+   | P-   |
| --------------------- | -- | -- | -- | ---- | ---- |
| 1. Olympiakos Piräus  | 16 | 11 | 5  | 1160 | 1086 |
| 2. Kinder Bologna     | 16 | 10 | 6  | 1099 | 974  |
| 3. ZSKA Moskau        | 16 | 10 | 6  | 1206 | 1155 |
| 4. Teamsystem Bologna | 16 | 9  | 7  | 1100 | 1039 |
| 5. PAOK Thessaloniki  | 16 | 7  | 9  | 1128 | 1144 |
| 6. BK Samara          | 16 | 1  | 15 | 1067 | 1326 |

|            | Piräus | Kinder | Moskau | Teamsystem  | PAOK  | Samara |
| ---------- | ------ | ------ | ------ | ----------- | ----- | ------ |
| Piräus     | *      | —      | —      | 62:73       | 57:71 | 85:63  |
| Kinder     | —      | *      | —      | 72:74 n. V. | 78:56 | 80:58  |
| Moskau     | —      | —      | *      | 69:67       | 77:67 | 79:68  |
| Teamsystem | 60:63  | 67:65  | 83:69  | *           | —     | —      |
| PAOK       | 72:66  | 71:57  | 69:71  | —           | *     | —      |
| Samara     | 70:81  | 61:71  | 62:89  | —           | —     | *      |

#### Gruppe H
| Team                 | Sp | S  | N  | P+   | P-   |
| -------------------- | -- | -- | -- | ---- | ---- |
| 1. KK Union Olimpija | 16 | 13 | 3  | 1142 | 1014 |
| 2. ASVEL Lyon        | 16 | 9  | 7  | 1143 | 1138 |
| 3. Real Madrid       | 16 | 9  | 7  | 1247 | 1197 |
| 4. Ülkerspor         | 16 | 7  | 9  | 1110 | 1168 |
| 5. Alba Berlin       | 16 | 6  | 10 | 1144 | 1220 |
| 6. KK Zadar          | 16 | 4  | 12 | 1064 | 1149 |

|           | Union | Lyon  | Madrid | Ülkerspor | Berlin | Zadar |
| --------- | ----- | ----- | ------ | --------- | ------ | ----- |
| Union     | *     | —     | —      | 80:62     | 66:59  | 76:65 |
| Lyon      | —     | *     | —      | 72:56     | 82:88  | 69:61 |
| Madrid    | —     | —     | *      | 72:85     | 74:63  | 86:75 |
| Ülkerspor | 61:71 | 86:64 | 85:83  | *         | —      | —     |
| Berlin    | 57:75 | 73:71 | 79:64  | —         | *      | —     |
| Zadar     | 61:72 | 74:56 | 68:73  | —         | —      | *     |

## Achtelfinale
- 1. Spiel: 2. März 1999
- 2. Spiel: 4. März 1999
- 3. Spiel: 11. März 1999

|                                          | Serie | 1     | 2            | 3     |
| ---------------------------------------- | ----- | ----- | ------------ | ----- |
| Efes Pilsen – ZSKA Moskau                | 2:0   | 73:58 | 105:98 n. V. | —     |
| Žalgiris Kaunas – Ülkerspor              | 2:0   | 76:62 | 93:82        | —     |
| ASVEL Lyon – KK Cibona Zagreb            | 2:1   | 95:63 | 68:79        | 74:70 |
| Olympiakos Piräus – Varese Roosters      | 2:0   | 78:66 | 83:77 n. V.  | —     |
| Fenerbahçe Istanbul – Real Madrid        | 0:2   | 81:89 | 74:85        | —     |
| Panathinaikos Athen – Teamsystem Bologna | 0:2   | 58:63 | 64:88        | —     |
| Kinder Bologna – Maccabi Elite Tel Aviv  | 2:0   | 78:57 | 70:55        | —     |
| KK Union Olimpija – EB Pau-Orthez        | 1:2   | 72:63 | 57:74        | 57:64 |

## Viertelfinale
- 1. Spiel: 23. März 1999
- 2. Spiel: 25. März 1999
- 3. Spiel: 1. April 1999

|                                  | Serie | 1     | 2     | 3     |
| -------------------------------- | ----- | ----- | ----- | ----- |
| Žalgiris Kaunas – Efes Pilsen    | 2:0   | 69:68 | 84:70 | —     |
| Olympiakos Piräus – ASVEL Lyon   | 2:0   | 70:57 | 81:77 | —     |
| Teamsystem Bologna – Real Madrid | 2:0   | 90:63 | 76:65 | —     |
| EB Pau-Orthez – Kinder Bologna   | 1:2   | 67:59 | 75:93 | 54:70 |

## Final Four

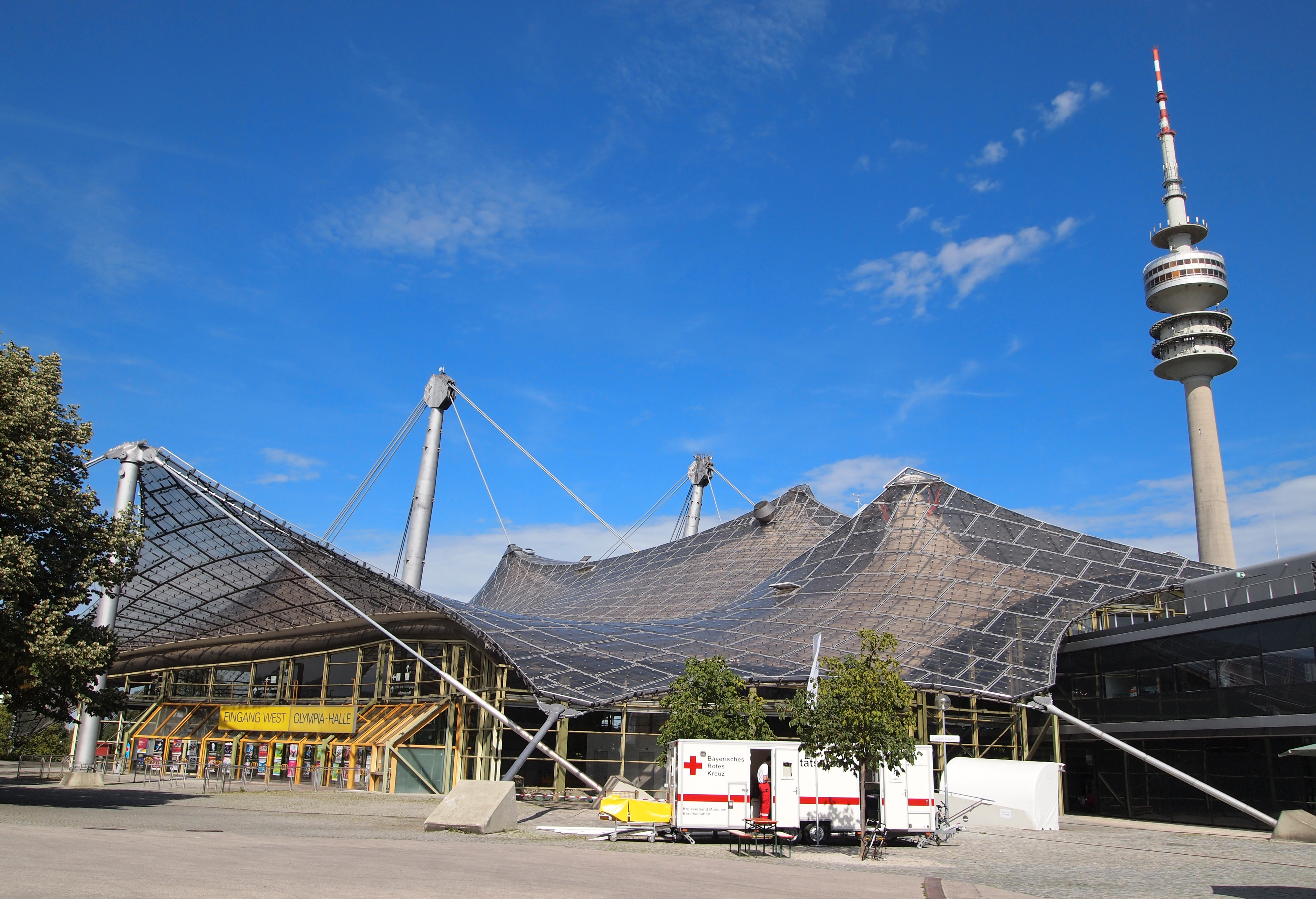
Olympiahalle München

Das Final Four fand vom 20. bis 22. April 1999 in der Olympiahalle in München, Deutschland, statt.

### Halbfinale
Die Halbfinalspiele fanden am 20. April 1999 statt.
|                    | Ergebnis |                   |
| ------------------ | -------- | ----------------- |
| Žalgiris Kaunas    | 87:71    | Olympiakos Piräus |
| Teamsystem Bologna | 57:62    | Kinder Bologna    |

### Spiel um Platz 3
Das Spiel um Platz 3 fand am 22. April 1999 statt.
|                   | Ergebnis |                    |
| ----------------- | -------- | ------------------ |
| Olympiakos Piräus | 74:63    | Teamsystem Bologna |

### Finale
| Paarung         | Žalgiris Kaunas – Kinder Bologna |
| Ergebnis        | 82:74 |
| Datum           | 22. April 1999 |
| Halle           | Olympiahalle, München |
| Zuschauer       | 9.000 |
| Žalgiris Kaunas | Tyus Edney 14 Punkte, Anthony Bowie 17, Saulius Štombergas 12, Tomas Masiulis 4, Eurelijus Žukauskas 4, Mindaugas Žukauskas 11, Jiří Zídek Jr. 12, Dainius Adomaitis 8, Darius Maskoliūnas, Kęstutis Šeštokas Trainer: Jonas Kazlauskas |
| Kinder Bologna  | Antoine Rigaudeau 27, Alessandro Abbio 8, Saša Danilović 7, Alessandro Frosini 5, Radoslav Nesterovič 12, Claudio Crippa, Hugo Sconochini 15, Augusto Binelli, Dan O’Sullivan, Matteo Panichi Trainer: Ettore Messina                   |

### Auszeichnungen

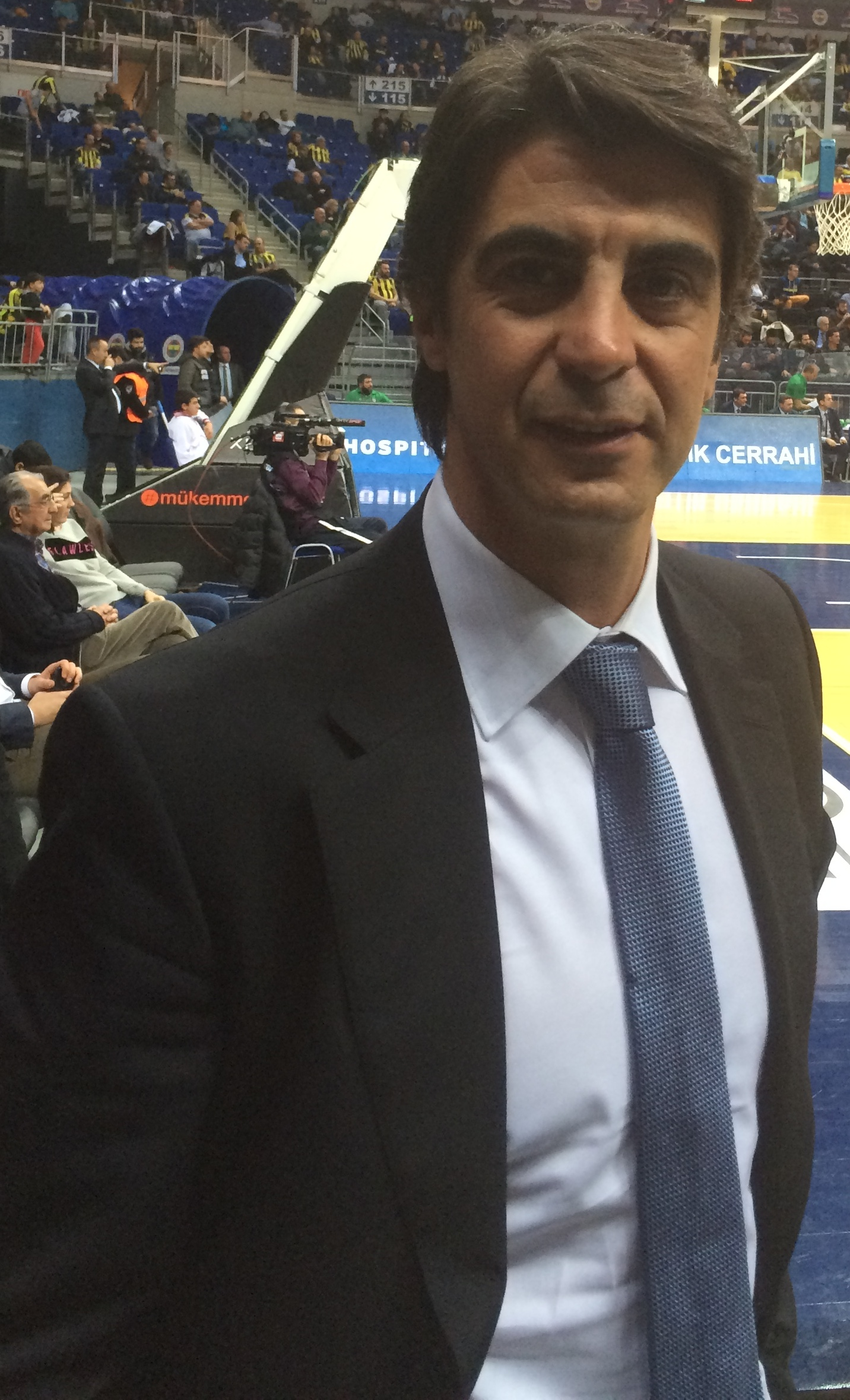
İbrahim Kutluay

#### Alphonso Ford Top Scorer Trophy (Topscorer Saison)
- İbrahim Kutluay (Fenerbahçe Istanbul)

#### Final FourMVP
- Tyus Edney (Žalgiris Kaunas)

#### Topscorer des Endspiels
- Antoine Rigaudeau (Kinder Bologna): 27 Punkte

#### All-Final Four Team
- Tyus Edney (Žalgiris Kaunas)
- Anthony Bowie (Žalgiris Kaunas)
- Saulius Štombergas (Žalgiris Kaunas)
- /  Radoslav Nesterovič (Kinder Bologna)
- Eurelijus Žukauskas (Žalgiris Kaunas)